# 고스모그

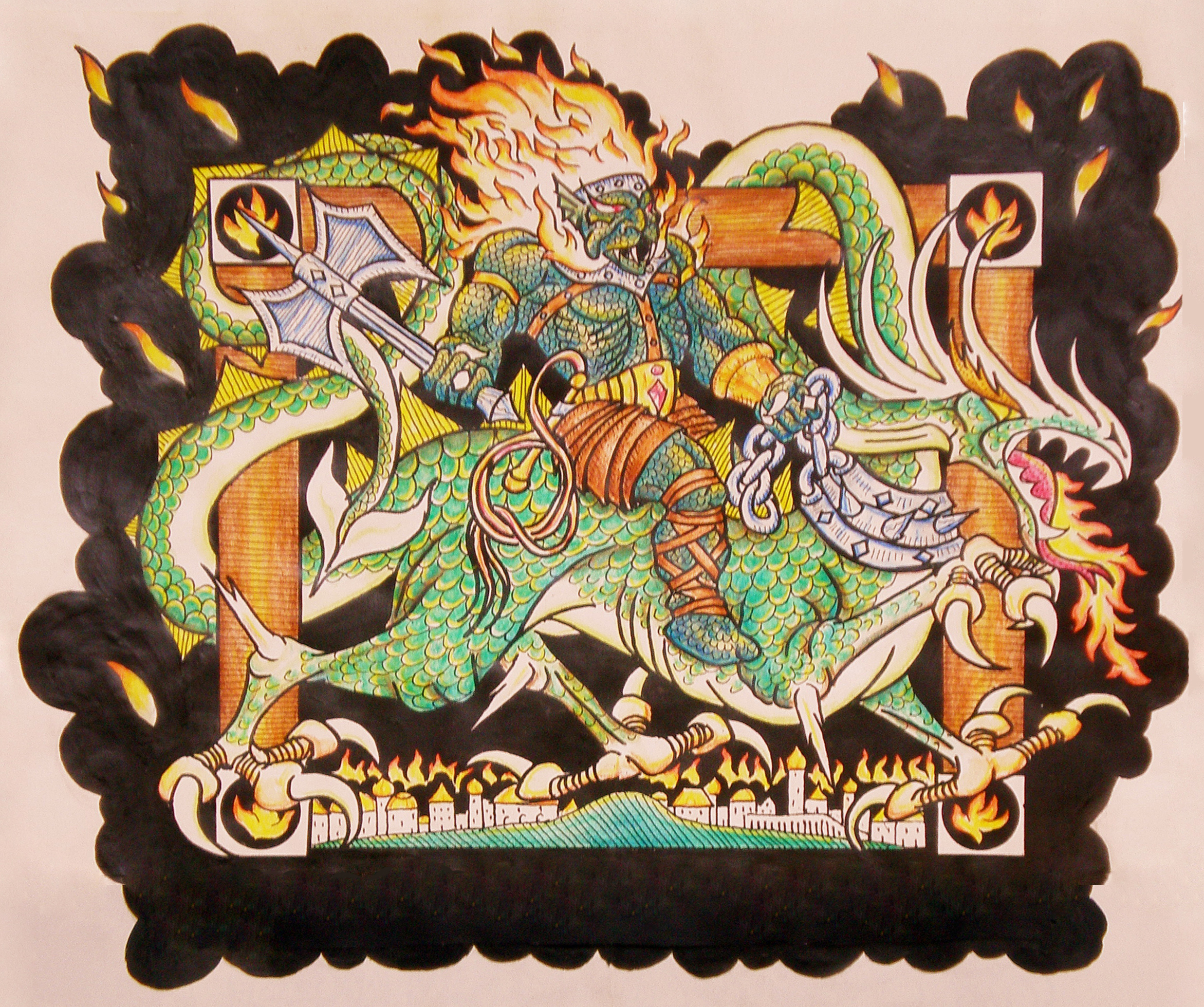

고스모그(Gothmog)는 《실마릴리온》의 등장인물이다. 모르고스에게 협력하여 세상의 파괴에 일조했고 요정과 난쟁이, 인간을 상대로 강력한 적으로 인식되었다.

## 개요
세상이 창조되기 전 이미 모르고스에 의해 타락한 영이었던 발록 중에서도 고스모그는 발록의 수령 역할을 맡을 정도로 작중에서 그의 역할은 크다. 요정 페아노르를 비롯해 핑곤, 엑셀리온을 살해하는 전공을 쌓았으며, 벨레리안드에서 벌어진 대전쟁의 대부분에 참전하여 모르고스의 핵심 전력으로 맞섰다. 이것 외에도 웅골리안트에게 포박된 모르고스를 구출하는 역할도 했으며, 곤돌린 함락에 전략적으로 싸우는 모습도 보였다. 다만, 그는 태양의 1시대가 끝나기 전에 죽었고 곤돌린의 영주 중 하나였던 엑셀리온과 분전하다 함께 익사했다. 그런 이유에서 분노의 전쟁에서는 등장하지 않았다.

## 기타
《반지의 제왕》에서 동명이인으로 모르도르의 지휘관이 있다. 마술사왕의 부관으로 펠렌노르 평야의 전투를 지휘했으나, 패배하고 이후 행적은 알려지지 않았다.